# Neoraimondia herzogiana
Neoraimondia herzogiana är en kaktusväxtart som först beskrevs av Curt Backeberg, och fick sitt nu gällande namn av Franz Buxbaum och Krainz. Neoraimondia herzogiana ingår i släktet Neoraimondia och familjen kaktusväxter. Inga underarter finns listade i Catalogue of Life.

## Bildgalleri

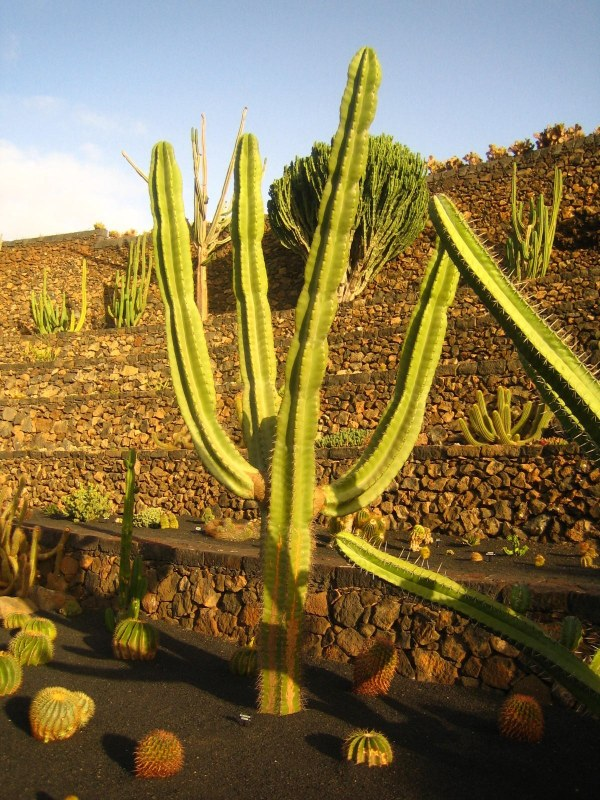
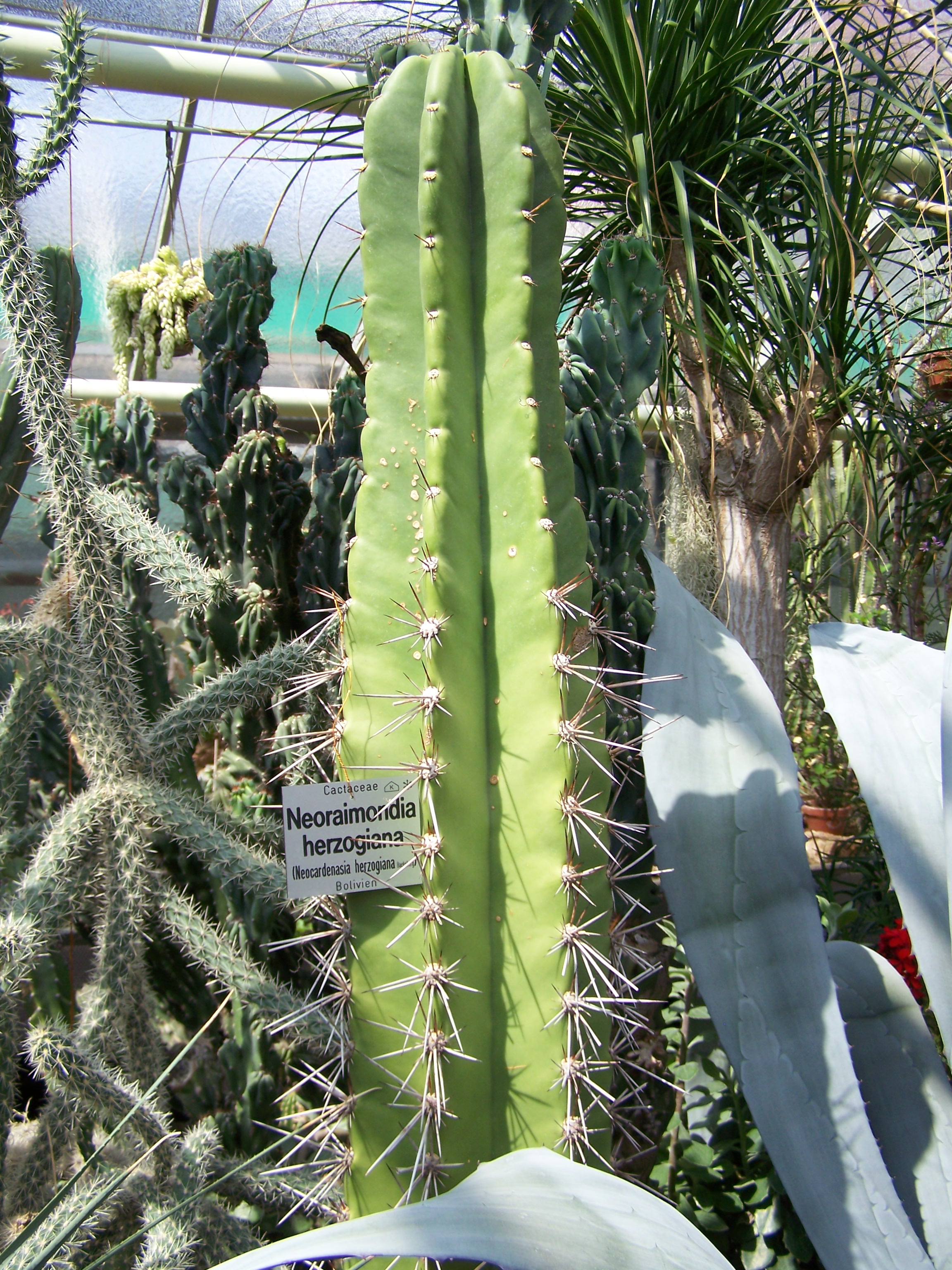
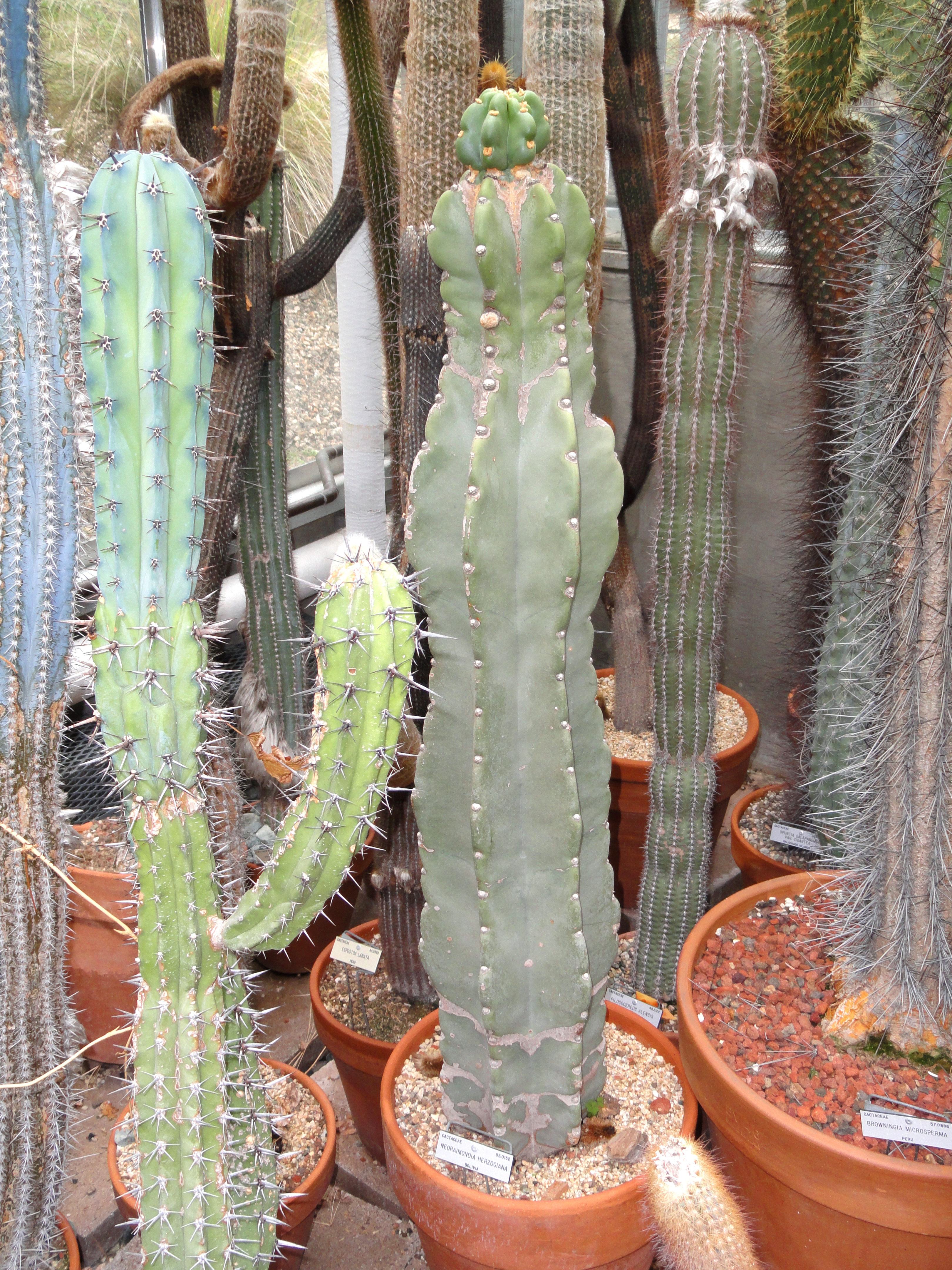